# Frode Grodås
Frode Grodås (* 24. Oktober 1964 in Hornindal) ist ein ehemaliger norwegischer Fußballspieler und aktueller Torwarttrainer.
Grodås begann seine Karriere bei Sogndal IL. 1988 wechselte er zu Lillestrøm SK, mit dem er 1989 norwegischer Meister wurde. Zur Saison 1996/97 wechselte er nach England, wo er in den folgenden zwei Jahren für den FC Chelsea und Tottenham Hotspur spielte. 1997 gewann er mit dem FC Chelsea den FA Cup. 1998 wurde er vom FC Schalke 04 als potentieller Nachfolger für Jens Lehmann verpflichtet. Nachdem aber Oliver Reck neuer Stammtorwart wurde, wechselte Grodås für ein halbes Jahr auf Leihbasis zu Racing Santander. Danach war Grodås weitere drei Jahre Ersatztorwart hinter Oliver Reck. Ab 2002 ließ Grodås seine Karriere bei Hønefoss BK ausklingen.
Grodås war jahrelang Teil der norwegischen Nationalmannschaft. Er absolvierte insgesamt 50 Länderspiele und nahm an den Weltmeisterschaften 1994 und 1998 teil.
Zur Saison 2006 wurde Grodås neuer Trainer des norwegischen Erstligisten Ham-Kam. Nachdem Ham-Kam in dieser Saison aus der Tippeligaen abgestiegen war, wurde er entlassen. Zur Saison 2007 wurde er Torwarttrainer von Lillestrøm SK, wo er auch gleichzeitig dritter Torwart war. Zum Ende der Saison 2010 lief sein Vertrag aus, und seitdem ist er Torwarttrainer der norwegischen Nationalmannschaft.

## Erfolge als Spieler
- Norwegischer Meister: 1989 mit Lillestrøm SK
- Englischer Pokalsieger: 1997 mit dem FC Chelsea
- Deutscher Pokalsieger: 2001, 2002 mit dem FC Schalke 04
- Deutscher Vize-Meister: 2001 mit dem FC Schalke 04
- Norwegischer Pokalsieger: 2007 mit Lillestrøm SK

| Personendaten    | Personendaten               |
| ---------------- | --------------------------- |
| NAME             | Grodås, Frode               |
| KURZBESCHREIBUNG | norwegischer Fußballtorwart |
| GEBURTSDATUM     | 24. Oktober 1964            |
| GEBURTSORT       | Hornindal, Norwegen         |